# Università Emory
L'Università Emory (in inglese Emory University) è una università privata degli Stati Uniti situata nell'area metropolitana della città di Atlanta, Georgia.
L'università è stata fondata nel 1836 e prende il nome dal vescovo della Georgia Methodist Conference John Emory. È suddivisa in varie divisioni accademiche che comprendono la scuola d'arte e scienze, teologia, legge e medicina.
L'università, che ha come sponsor la Coca-Cola Company, annovera tra i suoi insegnanti l'ex presidente degli Stati Uniti Jimmy Carter. Il capo dipartimento di patologia è l'italiano Guido Silvestri.
Dal 1997 l'Università Emory e l'Università di Siena sono legate da un accordo di cooperazione.